# Oketo, Kansas
Oketo là một thành phố thuộc quận Marshall, tiểu bang Kansas, Hoa Kỳ. Năm 2010, dân số của xã này là 66 người.

## Dân số
Dân số các năm:
- Năm 2000: 87 người
- Năm 2010: 66 người